# Massa Fiscaglia
Massa Fiscaglia (emilián nyelven La Màsa) település Olaszországban, Emilia-Romagna régióban, Ferrara megyében. Lakosainak száma 3561 fő (2013. szeptember 30.). Massa Fiscaglia Codigoro, Lagosanto, Migliarino, Migliaro és Ostellato községekkel határos.

## Népesség
A település lakossága az elmúlt években az alábbi módon változott:
| Lakosok száma | 3819 | 3596 | 3561 |
|               | 2001 | 2011 | 2013 |